# Bérénice Marlohe
Bérénice Lim Marlohe (París, Francia, 19 de mayo de 1979), más conocida como Bérénice Marlohe, es una actriz y modelo francesa de origen chino-camboyano.

## Orígenes y primeros estudios
Bérénice Marlohe, nacida de madre francesa y padre chino-camboyano, se crio en la región de París. Después de seguir el curso del Conservatorio Nacional de Música y Danza (CNSMD), se dedicó brevemente al modelado y a estudiar actuación. Tomó clases en la escuela de teatro Beatriz Brout y aprendió improvisación con el actor Philippe Lelièvre.

## Trayectoria profesional
Bérénice Marlohe inició su carrera apareciendo en comerciales y en programas de televisión como Père et Maire, Femmes de loi y Equipe médicale d’urgence y en el comercial del vehículo Dacia Duster, del Grupo Renault.
Mientras intentaba conseguir papeles en Francia, obtuvo una audiencia -que posteriormente aprobó- poniéndose en contacto con el director de reparto de Skyfall (2012, la 23ª película de la serie James Bond), cuyo rodaje comenzó en noviembre del 2011, interpretando a una chica Bond, que encarna el papel de Séverine. Fue éste su debut cinematográfico.

## Filmografía

### Cine
| Año  | Título original                 | Título en España              | Papel              | Director          |
| ---- | ------------------------------- | ----------------------------- | ------------------ | ----------------- |
| 2007 | La discordance (cortometraje)   | La discordance (cortometraje) | Joven              | Patrick Hernandez |
| 2011 | L'art de séduire                | L'art de séduire              | Joven deportista   | Guy Mazarguil     |
| 2012 | Un bonheur n'arrive jamais seul | La felicidad nunca viene sola | La cita de Laurent | James Huth        |
| 2012 | Skyfall                         | Skyfall                       | Sévérine           | Sam Mendes        |
| 2015 | 5 to 7                          | 5 to 7                        | Arielle            | Victor Levin      |
| 2016 | Weightless                      | TBA                           | TBA                | Terrence Malick   |
| 2017 | Kill Switch                     | TBA                           | Abby               | Tim Smith         |
| 2017 | Revolt (2017 film)              | TBA                           | Nadia              | Joe Miale         |

### Televisión

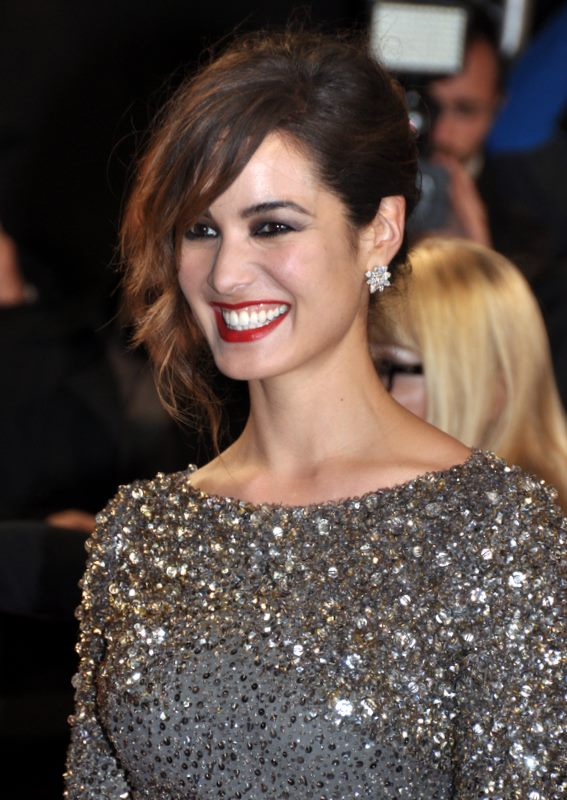
Bérénice Marlohe, en el estreno francés de Skyfall, en octubre del 2012.

| Año  | Título original                                                       | Papel                | País / Tipo      |
| ---- | --------------------------------------------------------------------- | -------------------- | ---------------- |
| 2008 | Pas de secrets entre nous                                             | Ingrid               | Serie de TV      |
| 2008 | Femmes de loi (episodio: "Passager clandestin")                       | Mesera del bar       | Serie de TV      |
| 2008 | Section de recherches (episodio: "Une femme comme les autres")        | Isabelle Marnay      | Serie de TV      |
| 2009 | R.I.S., police scientifique (episodio: "Mise à l'épreuve - 2a parte") | Eglantine du Meunier | Serie de TV      |
| 2009 | Le temps est à l'orage                                                | Alicia               | Película para TV |
| 2009 | Père et maire (episodio: "La reconquête")                             | Caroline Pylet       | Serie de TV      |
| 2010 | Le pigeon                                                             | Anfitriona del golf  | Película para TV |
| 2010 | Équipe médicale d'urgence (episodios: 2, 3, 7, 9)                     | Alexia               | Serie de TV      |
| 2012 | R.I.S., police scientifique (episodio: "Diamant bleu")                | Mujer de la joyería  | Serie de TV      |
| 2015 | The Spoils Before Dying (6 episodios)                                 | Beatrice             | Miniserie de TV  |

### Videoclips
| Año  | Título original | Intérprete | Banda sonora | Película | Notas |
| ---- | --------------- | ---------- | ------------ | -------- | --- |
| 2012 | Skyfall         | Adele      | Skyfall      | Skyfall  | - Premio Óscar 2012, Mejor canción original. - Globo de Oro 2012, Mejor canción original. - Premio Grammy 2013, Mejor canción para medio visual. |